# Hits, Acoustic and Rarities
Hits, Acoustic and Rarities es un álbum recopilatorio de la banda estadounidense de hard rock Night Ranger y fue publicado en el año 2005 por el sello I Rock Entertainment.

## Descripción
Este disco enlista varias canciones de la agrupación, numeradas originalmente en los tres primeros álbumes de estudio del grupo, lanzados entre 1982 y 1985.  Todas las melodías de este material discográfico fueron regrabadas; dos temas del compilado se repiten en un par de ocasiones, en versiones en directo y acústica.

## Lista de canciones
| N.º   | Título                                                         | Escritor(es)                      | Duración |  |
| 1.    | «Don't Tell Me You Love Me»                                    | Jack Blades                       | 4:27     |  |
| 2.    | «Sister Christian»                                             | Kelly Keagy                       | 5:10     |  |
| 3.    | «(You Can Still) Rock in America»                              | Blades / Brad Gillis              | 4:13     |  |
| 4.    | «When You Close Your Eyes»                                     | Blades / Gillis / Alan Fitzgerald | 4:13     |  |
| 5.    | «Sing Me Away»                                                 | Blades / Keagy                    | 4:06     |  |
| 6.    | «Sentimental Street»                                           | Jack Blades                       | 4:32     |  |
| 7.    | «Four in the Morning (I Can't Take Anymore)»                   | Jack Blades                       | 3:52     |  |
| 8.    | «Rumours in the Air»                                           | Jack Blades                       | 4:29     |  |
| 9.    | «Goodbye»                                                      | Blades / Jeff Watson              | 4:21     |  |
| 10.   | «Sister Christian» (versión acústica)                          | Kelly Keagy                       | 5:09     |  |
| 11.   | «Don't Tell Me You Love Me» (en vivo desde Tokio, Japón, 1997) | Jack Blades                       | 7:18     |  |
| 51:50 |                                                                |                                   |          |  |

## Créditos

### Night Ranger
- Jack Blades — voz principal, bajo y coros.
- Kelly Keagy — voz principal, batería y coros.
- Brad Gillis — guitarra y coros.
- Jeff Watson — guitarra y coros.
- Michael Lardie — teclados, piano y coros.

### Personal de producción
- Night Ranger — productor.
- Jeff Watson — ingeniero de guitarra.
- Michael Lardie — ingeniero de audio y mezcla.
- Noel Golden — mezcla.
- Matt Cohen — mezcla.
- David Donnelly — masterización.
- Alex Dena — diseño de arte.
- Óscar Varela — diseño de arte.